# 翠匯軒

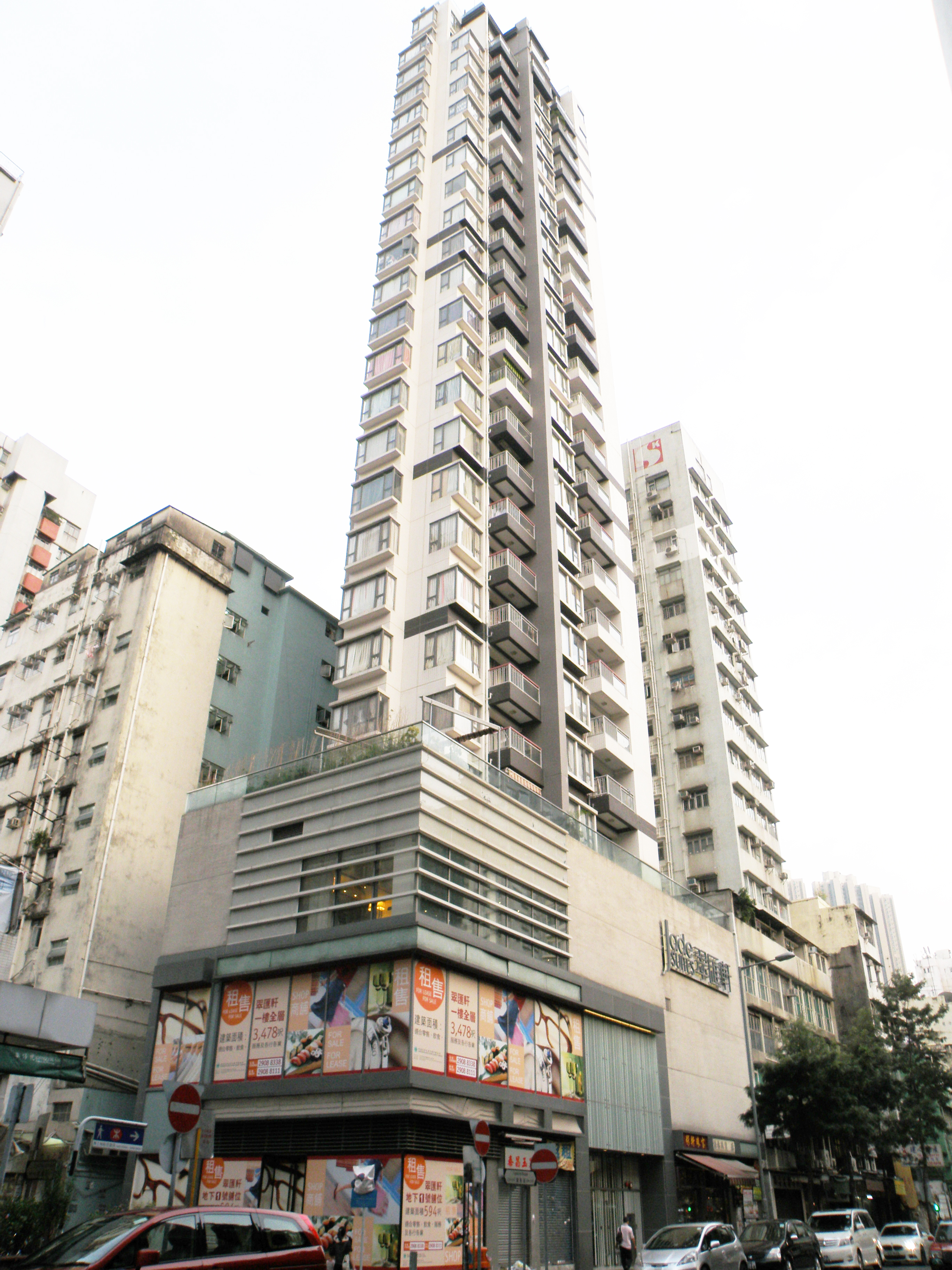
翠匯軒基座

翠匯軒（英語：Jade Suites）是香港一個私人屋苑，位於九龍油麻地廣東道600號，鄰接北海街，由恆基兆業地產發展及興建，於2010年末季開售，2011年2月27日啟用。翠匯軒屬單幢式住宅，樓高25層，其中22層為住宅，提供62個住宅單位，底層設有住客會所及商舖。單位的建築面積約由401至1,326平方呎，設有一房、兩房及兩房連主人套房單位。高層單位可觀望西九龍及維多利亞港等景色。

## 設施

### 住宅單位設備
翠匯軒各單位均裝設各種家具設備，包括：
各單位大門採用實心木門。而廚房裝有組合廚櫃、煤氣煮食爐（部份採用電磁爐）、雪櫃、微波爐、抽油煙機及洗衣乾衣機等，而26樓單位配備燒烤爐。浴室則裝有座廁、浴缸、花灑及各配件，而26樓單位裝有按摩花灑，27樓單位更設有按摩浴缸。在各房間均裝有分體式冷氣機，以及配備恆溫熱水爐。
另外，名氣通為住戶配備為期兩年的免費寬頻上網服務，26樓及27樓單位額外配備無線上網系統。而其他免費服務包括4個電郵賬戶、屋苑資訊手機短訊提示服務、以及專人接聽客戶熱線及技術支援。

### 住客會所
翠匯軒的住客會所設於2樓，設有健身室、閒坐間及電腦間。

### 商舖
翠匯軒地下及1樓分別設有6間及1間商舖。

## 單位間隔
翠匯軒住宅單位佔22層，由3樓至27樓，當中不設4、14及24字樓。3樓至25樓定為「標準層單位」，均設有3個單位，分別是1個一房單位及2個兩房單位，建築面積介乎401及642平方呎。而3樓另外設有平台，5樓至25樓則設有露台及工作平台。26樓及27樓定為「行政層單位」，兩層均為一個整層單位，建築面積達1,220及1,326平方呎。26樓單位設有兩間睡房及一間主人套房，連同平台。27樓同樣設有兩間睡房及一間主人套房，另設一個獨立天台。

## 鄰近地方
- 油麻地街市
- 西貢街遊樂場
- 油尖旺寵物公園
- 文昌街社區園圃
- 油麻地警署
- 油麻地分科診所

## 外部連結
- 翠匯軒官方網頁